# Mariano Jacinto Medina
Mariano Jacinto Medina fue un político peruano. 
Nació en el Cusco en 1856 y estudió en el Colegio Nacional de Ciencias y Artes del Cusco y en la Universidad Nacional San Antonio Abad del Cusco recibiéndose de abogado en 1878.
Fue elegido diputado suplente por la provincia de Cusco entre 1876 y 1879 durante el gobierno de Mariano Ignacio Prado y reelecto en 1879 durante el gobierno de Nicolás de Piérola y la guerra con Chile.  
Durante la guerra, se incorporó como soldado de reserva al Batallón de Reserva N° 4 comandado por el Dr. Ramón Ribeyro, Juan Corrales Melgar y Pablo Sarria. Luchó, como parte de la reserva, en la batalla de Miraflores durante la defensa de Lima. Luego de la ocupación por parte de las tropas chilenas, formó parte del Congreso se reunió en Chorrillos durante el gobierno provisional de Francisco García Calderón, en cuya elección también participó.
Luego de la guerra, regresó al Cusco y entre 1885 y 1887 ejerció cargos judiciales como los de conjuez de primera instancia, adjunto al fiscal de la Corte Superior y Conjuez de la Corte Superior del Cusco. Ejerció también el cargo de Alcalde del Cusco y fue parte del directorio de la Sociedad de Beneficencia Pública del Cusco. En 1889 fue elegido nuevamente diputado por la provincia de Acomayo.
En 1909, durante la huelga universitaria que ocasionó la salida del rector Eliseo Araujo, la Asociación Universitaria formada por los alumnos sugirió a Mariano Jacinto Medina para ocupar el rectorado, sin embargo, la sugerencia no se tomó en cuenta nombrándose al ciudadano estadounidense Albert Giesecke.